# Università Presbiteriana Mackenzie
L'Università Presbiteriana Mackenzie è un'università privata brasiliana, con sede a San Paolo del Brasile.
Affiliata alla Chiesa presbiteriana del Brasile, ha campus universitari a San Paolo (Campus Higienópolis), Campinas (Campus Campinas) e Barueri (Campus Alphaville).

## Storia

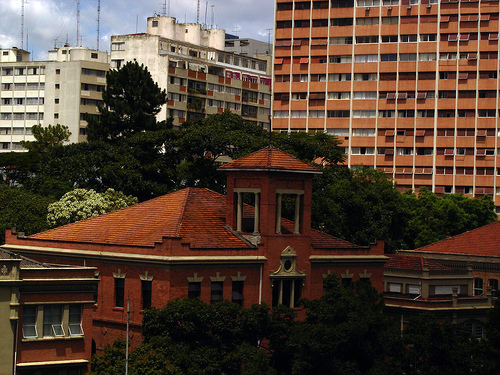
La facoltà di Diritto

Il nucleo iniziale dell'università fu l'Istituto Presbiteriano Mackenzie, sorto nel 1870. Nel 1869, la città di San Paolo stava vivendo un periodo vivace, in cui il caffè era la principale fonte economica del paese. In quel momento, la campagna abolizionista ottenne sostenitori, scuotendo le basi politiche dell'Impero e incoraggiando, in una piccola parte della popolazione, il desiderio di una repubblica. Fu allora che a San Paolo giunsero due coniugi statunitensi, entrambi missionari presbiteriani: il reverendo George Whitehill Chamberlain e Mary Ann Annesley. Mentre il reverendo intraprendeva viaggi missionari all'interno dello stato, sua moglie creò una scuola nella residenza della coppia. Tre bambini - due maschi e una femmina - furono i primi allievi: vennero inseriti nella stessa classe ed educati senza le punizioni fisiche adottate all'epoca. Nacque così una scuola socialmente responsabile, integrata nella società.
Nel 1871, la scuola Chamberlain si trasferì in Rua Nova São José, attualmente nota come Rua Líbero Badaró. A partire dal 1872 iniziarono a essere tassate le classi - 12mila réis al trimestre - con borse di studio parziali e totali concesse agli studenti bisognosi. In seguito a una proposta del giornalista José Carlos Rodrigues, fu adottato il nome Escola Americana. Sia i figli di schiavi che le famiglie tradizionali studiavano nella scuola.
Nel 1876 ci fu un nuovo trasferimento, all'angolo delle strade Ipiranga e São João, con l'aggiunta di due corsi: Scuola Normale e Corso di Filosofia (livello superiore). Nel 1879, Maria Antônia da Silva Ramos, baronessa di Antonina, vendette al reverendo Chamberlain, per 800mila réis, un'area della sua fattoria a Higienópolis. Infine, nel 1880, nel distretto di Higienópolis fu acquisita un'area di 27.700 metri quadrati. La fama della Escola Americana si diffuse anche all'estero, fino ad arrivare alle orecchie dell'avvocato statunitense John Theron Mackenzie che, sebbene non fosse mai andato in Brasile, dichiarò nel suo testamento del 1890 beneficiaria di una donazione la Chiesa Presbiteriana Americana affinché fosse edificata a San Paolo una scuola di ingegneria: da qui il nome usato ancora oggi, Mackenzie. Nel febbraio 1896, a Higienópolis, fu inaugurato il primo anno accademico della Mackenzie School of Engineering, con le lauree che venivano rilasciate dall'Università di New York.
Negli anni '40 del XX secolo la Mackenzie introdusse la Facoltà di Filosofia, Scienze e Lettere, la Facoltà di Architettura e la Facoltà di Scienze Economiche, insieme a vari corsi. Nel 1952 la Mackenzie veniva riconosciuta come università per mezzo di un decreto firmato dall'allora presidente Getúlio Vargas. Nello stesso anno il dottor Henrique Pegado divenne il primo rettore dell'università. Nel 1955 iniziarono le lezioni della neonata Facoltà di Giurisprudenza, che sin dalla sua fondazione si è distinta come una delle istituzioni accademiche più reazionarie di San Paolo, insieme alla Facoltà di Giurisprudenza della Pontificia Università Cattolica di San Paolo e alla Facoltà di Giurisprudenza dell'Università di San Paolo.
Nel 1965, al rettorato della Mackenzie si insediò Esther de Figueiredo Ferraz, prima donna a ricoprire tale ruolo nelle università brasiliane.
Nel 1970 sorse la Facoltà di Tecnologia per fornire ai vari settori tecnologici del mercato del lavoro professionisti qualificati dell'istruzione superiore. La Facoltà di Tecnologia sarebbe poi diventata, nel 1999, Facoltà di Informatica.
In quanto istituzione presbiteriana, l'università si basa sulla fede cristiana evangelica riformata e sull'etica calvinista, con l'impegno di stimolare la conoscenza delle "scienze umane e divine". Tuttavia, il carattere confessionale è stato messo in discussione nel 2013, quando l'università ha permesso il dibattito sull'orientamento sessuale.

## Organizzazione
- Scuola di Ingegneria (EE)
- Facoltà di Informatica (FCI)
- Facoltà di Diritto (FD)
- Facoltà di Architettura e Urbanismo (FAU)
- Facoltà di Scienze della Comunicazione e Lettere (CCL)
- Facoltà di Scienze Sociali e Applicate (CCSA)
- Facoltà di Scienze Biologiche e Sanità (CCBS)
- Centro di Scienze dell'Educazione, Filosofia e Teologia (CEFT)